# Fleury (Pas-de-Calais)
Fleury település Franciaországban, Pas-de-Calais megyében. Lakosainak száma 106 fő (2022. január 1.). Fleury Anvin, Bermicourt, Monchy-Cayeux, Pierremont, Teneur, Wavrans-sur-Ternoise, Érin és Hernicourt községekkel határos.

## Népesség
A település népességének változása:
| Lakosok száma | 128  | 124  | 131  | 122  | 116  | 111  | 109  | 109  | 106  |
|               | 2013 | 2015 | 2016 | 2017 | 2018 | 2019 | 2020 | 2021 | 2022 |